# Montañas Rocosas del Norte
Las Montañas Rocosas del Norte, normalmente conocidas como las Rocosas del Norte, son una subdivisión de las Montañas Rocosas Canadienses que comprende la mitad norte del segmento canadiense de las Montañas Rocosas. Si bien su límite septentrional se define fácilmente como el río Liard, que es el extremo septentrional de todas las Rocosas, el límite meridional es discutible, aunque la zona del Monte Ovington y el puerto de Monkman se menciona en algunas fuentes, ya que al sur de allí se encuentran las Cordilleras Continentales, que son la principal espina dorsal de las Rocosas que forman el límite entre la Columbia Británica y Alberta. Algunos utilizan el término para referirse únicamente a la zona situada al norte del Brazo de la Paz del embalse de Williston y en referencia al Parque Provincial de las Montañas Rocosas del Norte, mientras que otros consideran que el término se extiende todo el camino hacia el sur, más allá del límite de las cordilleras Hart en el monte Ovington, para incluir la zona de McBride, el grupo Sir Alexander y el monte Robson.
La zona al sur del embalse de Williston, las cordilleras Hart, es mucho más accesible y conocida, mientras que al norte del lago Wililston, las Rocosas del Norte son extremadamente remotas y raramente visitadas o fotografiadas. Las cordillera Hart es atravesada por la carretera 97 de Columbia Británica (la carretera John Hart) y la prolongación del río Peace de la antigua línea ferroviaria de Columbia Británica (que ahora forma parte de los Ferrocarriles Nacionales Canadienses), que utiliza el puerto de los Pinos, y también por la línea de espolones de Tumbler Ridge hasta las minas de carbón del río Sukunka. La autopista de Alaska atraviesa la parte más septentrional de la cordillera a través de los parques provinciales de Stone Mountain y Muncho Lake. 

## Subcordilleras
- Cordilleras Muskwa (al norte del embalse Williston)
- Cordilleras Hart (al sur del embalse Williston) 
  - Cordilleras Misinchinka (desde el Brazo de la Paz del embalse Williston, al sur hasta el paso Monkman)
  - Cordillera Murray
  - Cordillera Pionera
  - Cordillera de la Soledad

## Parques provinciales
Además del parque provincial de las Montañas Rocosas del Norte, otros parques en las Montañas Rocosas del Norte son: 
- Al norte del embalse de Williston:
  - parque provincial Lago Muncho
  - parque provincial Stone Mountain
  - parque provincial del Desierto de Kwadacha
- Al sur del embalse de Williston ,:
  - parque provincial Monkman
  - parque provincial Kakwa y Área Protegida (Dependiendo de la fuente)
  - parque provincial Cercano Al Borde y Área Protegida
  - parque provincial del Lago Wapiti
  - parque provincial Bijoux Falls
  - Parque provincial Monte Robson